# Aspidosiphon laevis
Aspidosiphon laevis är en stjärnmaskart som beskrevs av Jean Louis Armand de Quatrefages de Bréau 1865. Aspidosiphon laevis ingår i släktet Aspidosiphon och familjen Aspidosiphonidae. Inga underarter finns listade i Catalogue of Life.